# Then & Now (Asia)
| Recensione              | Giudizio   |
| ----------------------- | ---------- |
| AllMusic                | [ 2 ]      |
| Progarchives.com        | [ 3 ]      |
| Sputnikmusic            | 2.2 (Poor) |
| Dizionario del Pop-Rock | [ 5 ]      |
| 24.000 dischi           | [ 6 ]      |

Then & Now è una Compilation del gruppo rock britannico Asia, pubblicato nell'agosto 1990.
Il disco contiene sei tracce già edite e quattro nuove registrazioni.
L'album raggiunse la centoquattordicesima posizione della classifica statunitense Billboard 200, mentre il brano compreso nell'album: Days Like These si classificò alla sessantaquattresima posizione della Chart Billboard Hot 100.

## Tracce
Lato A (Then)
1. Only Time Will Tell – 4:46 (John Wetton, Geoff Downes) – Tratto dall'album: Asia (1982)
2. Heat of the Moment – 3:51 (John Wetton, Geoff Downes) – Tratto dall'album: Asia (1982)
3. Wildest Dreams – 5:10 (John Wetton, Geoff Downes) – Tratto dall'album: Asia (1982)
4. Don't Cry – 3:37 (John Wetton, Geoff Downes) – Tratto dall'album: Alpha (1983)
5. The Smile Has Left Your Eyes – 3:14 (John Wetton) – Tratto dall'album: Alpha (1983)

Lato B (Now)
1. Days Like These – 4:04 (Steve Jones)
2. Prayin' 4 a Miracle – 4:20 (John Wetton, Sue Shifrin, David Cassidy)
3. Am I in Love? – 4:23 (John Wetton, Geoff Downes)
4. Summer (Can't Last Too Long) – 4:16 (John Wetton, Geoff Downes)
5. Voice of America – 4:27 (John Wetton, Geoff Downes) – Tratto dall'album: Astra (1985)

## Formazione
Gruppo
- John Wetton - voce solista, accompagnamento vocale-cori, basso
- Geoff Downes - tastiere
- Carl Palmer - batteria, percussioni

Altri musicisti
- Steve Howe - chitarre in Then
- Steve Lukather - chitarra (brano: Days Like These)
- Ron Komie - chitarra (brano: Prayin' 4 a Miracle)
- Mandy Meyer - chitarra (brani: Am I in Love? e Voice of America)
- Scott Gorham - chitarra (brano: Summer (Can't Last Too Long))

Note aggiuntive
- Mike Stone - produttore (eccetto brani: Days Like These, Prayin' 4 a Miracle e Summer (Can't Last Too Long))
- Mike Stone - ingegnere delle registrazioni (brani: Only Time Will Tell, Heat of the Moment, Wildest Dreams e Am I in Love?)
- Mike Stone e Paul Northfield - ingegneri delle registrazioni (brani: Don't Cry, The Smile Has Left Your Eyes e Days Like These)
- Frank Wolf - produttore e ingegnere delle registrazioni (brano: Summer (Can't Last Too Long) )
- John Wetton, Sue Shifrin, David Cassidy e Guy Roche - produttori (brano: Prayin' 4 a Miracle)
- Frank Wolf - mixaggio (brano: Prayin' 4 a Miracle)
- John Wetton e Geoff Downes - produttori (brano: Summer (Can't Last Too Long))
- Mike Stone - mixaggio (brano: Summer (Can't Last Too Long))
- Frank Wolf - ingegnere delle registrazioni aggiunto (brano: Summer (Can't Last Too Long))
- Mike Stone e Geoff Downes - produttori (brano: Voice of America)
- Mike Stone, Greg Ladanyi, Alan Douglas e Asia - mixaggio (brano: Voice of America)
- Registrazioni londinesi al: Marcus, Townhouse, Sarm West, Westside, Advision e Olympic
- Registrazioni canadesi al: Le Studio (Quebec), Manta (Toronto)
- Registrazioni effettuate a Los Angeles al: The Complex, Criterion e The Hop
- Debra Shallman e Elaine Blagh - coordinatori album
- Gabrielle Raumberger - art direction
- Janet Wolsborn - design
- Caroline Greyshock - fotografia
- Jean-Francois Podevin - illustrazione
- Mastering effettuato da Dan Hersch al DigiPrep di Los Angeles (California)
- David Donnelly - supervisione al mastering
- Roger Dean - logo albums (artwork)
- Brian Lane - management di Then
- Budd Carr - management di Now[11]